# Дістати до місяця (фільм,1930)
«Дістати до місяця» (англ. Reaching for the Moon) — американська комедійна мелодрама режисера Едмунда Ґулдінґа 1930 року.

## Сюжет
Нью-Йорк. У залах прийомів гігантського готелю «Ріцбілд» проводять два заходи: вечірка з приводу проводів на гастролі по Великій Британії дівчат з Американського авіашоу міс Вів'єн Бентон, і вечеря на честь експресивного мільйонера містера Ларі Дея — організована його співробітниками та колегами.
Після вечірки Вівієн просить свого приятеля познайомити її з Ларі, але її спроба терпить крах, молодий мільйонер навідріз відмовляється навіть подивитися на молоду даму. Обурена такою поведінкою дівчина сперечається з друзями, що їй вдасться потрапити в офіс мільйонера, змусити його відвернутися від важливих справ і навіть напроситися на побачення.
Завдяки небаченій наполегливості та природнії хитрості Вів'єн здійснює свій план, дівчина буквально з першої хвилини закохує в себе мільйонера і навіть умудряється розлютити своїми витівками до такої міри, що нещасний закоханий кидається на трап відпливаючого до Британії корабля, щоб побачити свою кохану і з'ясувати стосунки…

## У ролях
- Дуглас Фербенкс — Ларі Дей
- Бібі Данієлс — Вів'єн Бентон
- Едвард Еверетт Гортон — Роджер, службовець
- Клод Аллістер — сер Горас Партингтон Челмсфорд
- Джек Мулголл — Джиммі Каррінгтон
- Волтер Волкер — Джеймс Бентон
- Джин Макклай — Кітті
- Гелен Джером Едді — секретарка Ларі
- Бінг Кросбі — співак